# سنجة الإسفندان
سَنجة الإسفندان نوع من جنس سنجة من الفطور مجهرية من فصيلة اللطحيات.